# 温布尔登网球锦标赛混合双打冠军列表
溫布頓網球錦標賽混合雙打冠軍列表列出歷史上自1968年公開賽年代以後，獲得溫布頓網球錦標賽混合雙打項目冠軍及亞軍的選手。

## 冠軍及亞軍
| 年份 | 冠軍                                  | 亞軍                                 | 比分                         |
| ---- | ------------------------------------- | ------------------------------------ | ---------------------------- |
| 1968 | 肯·弗莱彻 玛格丽特·考特               | 亞歷克斯·梅特雷維里 歐嘉·莫羅佐娃    | 6–1, 14–12                   |
| 1969 | 弗雷德·施托勒 安·瓊斯                 | 托尼·罗奇 朱迪·特加特-多尔顿         | 6–2, 6–3                     |
| 1970 | 伊利耶·納斯塔塞 罗斯玛丽·卡萨尔斯     | 亞歷克斯·梅特雷維里 歐嘉·莫羅佐娃    | 6–3, 4–6, 9–7                |
| 1971 | 欧文·戴维森 比利·简·金                | 马蒂·里森 玛格丽特·考特              | 3–6, 6–2, 15–13              |
| 1972 | 伊利耶·納斯塔塞 罗斯玛丽·卡萨尔斯     | 金·沃里克 伊文·古拉贡                | 6–4, 6–4                     |
| 1973 | 欧文·戴维森 比利·简·金                | 劳尔·拉米雷斯 珍妮特·纽伯里          | 6–3, 6–2                     |
| 1974 | 欧文·戴维森 比利·简·金                | 马克·法雷尔 莱斯莉·查尔斯            | 6–3, 9–7                     |
| 1975 | 马蒂·里森 玛格丽特·考特               | 艾伦·斯通 貝蒂·史托夫                | 6–4, 7–5                     |
| 1976 | 托尼·罗奇 弗朗索瓦丝·迪尔             | 迪克·斯托克顿 罗斯玛丽·卡萨尔斯      | 6–3, 2–6, 7–5                |
| 1977 | 鲍勃·休伊特 格里尔·史蒂文斯           | 弗鲁·麦克米伦 貝蒂·史托夫            | 3–6, 7–5, 6–4                |
| 1978 | 弗鲁·麦克米伦 貝蒂·史托夫             | 雷·羅菲爾斯 比利·简·金               | 6–2, 6–2                     |
| 1979 | 鲍勃·休伊特 格里尔·史蒂文斯           | 弗鲁·麦克米伦 貝蒂·史托夫            | 7–5, 7–6(9–7)                |
| 1980 | 約翰·奧斯丁 崔西·奧斯丁               | 马克·埃德蒙森 黛安娜·弗罗姆霍尔茨    | 4–6, 7–6(8–6), 6–3           |
| 1981 | 弗鲁·麦克米伦 貝蒂·史托夫             | 約翰·奧斯丁 崔西·奧斯丁              | 4–6, 7–6(7–2), 6–3           |
| 1982 | 凯文·柯伦 安妮·史密斯                 | 约翰·劳埃德 温迪·特恩布尔            | 2–6, 6–3, 7–5                |
| 1983 | 约翰·劳埃德 温迪·特恩布尔             | 史蒂夫·登顿 比利·简·金               | 6–7(5–7), 7–6(7–5), 7–5      |
| 1984 | 约翰·劳埃德 温迪·特恩布尔             | 史蒂夫·登顿 凯茜·乔丹                | 6–3, 6–3                     |
| 1985 | 保罗·麦克纳米 玛蒂娜·纳芙拉蒂洛娃     | 约翰·菲茨杰拉德 伊丽莎白·斯迈利      | 7–5, 4–6, 6–2                |
| 1986 | 肯·弗拉赫 凯茜·乔丹                   | 海因茨·金特哈特 玛蒂娜·纳芙拉蒂洛娃  | 6–3, 7–6(9–7)                |
| 1987 | 杰里米·贝茨 乔·迪里                   | 达伦·卡希尔 妮科尔·布拉特克          | 7–6(12–10), 6–3              |
| 1988 | 舍伍德·斯图尔特 齐娜·加里森           | 凯利·琼斯 格蕾琴·拉什                | 6–1, 7–6(7–3)                |
| 1989 | 吉姆·皮尤 雅娜·诺沃特娜               | 马克·克拉茨曼 珍妮·伯恩              | 6–4, 5–7, 6–4                |
| 1990 | 里克·利奇 齐娜·加里森                 | 约翰·菲茨杰拉德 伊丽莎白·斯迈利      | 7–5, 6–2                     |
| 1991 | 约翰·菲茨杰拉德 伊丽莎白·斯迈利       | 吉姆·皮尤 娜塔莎·茲韋列娃            | 7–6(7–4), 6–2                |
| 1992 | 西羅·薩克 拉里莎·尼兰                 | 雅克·艾里廷 米麗安·奧雷曼斯          | 7–6(7–2), 6–2                |
| 1993 | 馬克·伍德福德 玛蒂娜·纳芙拉蒂洛娃     | 湯姆·内森 曼儂·波列古拉芙            | 6–3, 6–4                     |
| 1994 | 托德·伍德布里奇 海伦娜·苏科娃         | T·J·米德尔顿 洛丽·麦克尼尔           | 3–6, 7–5, 6–3                |
| 1995 | 乔纳森·斯塔克 玛蒂娜·纳芙拉蒂洛娃     | 西羅·薩克 吉吉·费尔南德斯            | 6–4, 6–4                     |
| 1996 | 西羅·薩克 海伦娜·苏科娃               | 馬克·伍德福德 拉里莎·尼兰            | 1–6, 6–3, 6–2                |
| 1997 | 西羅·薩克 海伦娜·苏科娃               | 安德烈·奧霍夫斯基 拉里莎·尼兰        | 4–6, 6–3, 6–4                |
| 1998 | 马克斯·米尔内 塞雷娜·威廉姆斯         | 马赫什·布帕蒂 米里亚娜·卢契奇-巴罗尼 | 6–4, 6–4                     |
| 1999 | 利安德·帕斯 麗莎·雷蒙                 | 約納斯·比約克曼 安娜·庫妮可娃        | 6–4, 3–6, 6–3                |
| 2000 | 唐纳德·约翰逊 金伯莉·波               | 莱顿·休伊特 金·克萊斯特絲            | 6–4, 7–6(7–3)                |
| 2001 | 萊奧什·弗里德爾 達妮埃拉·漢圖霍娃     | 迈克·布赖恩 莉泽尔·许贝尔            | 4–6, 6–3, 6–2                |
| 2002 | 马赫什·布帕蒂 葉連娜·利霍夫采娃       | 凱文·烏利耶特 達妮埃拉·漢圖霍娃      | 6–2, 1–6, 6–1                |
| 2003 | 利安德·帕斯 玛蒂娜·纳芙拉蒂洛娃       | 安迪·拉姆 阿纳斯塔西娅·罗季奥诺娃    | 6–3, 6–3                     |
| 2004 | 韋恩·布萊克 卡拉·布莱克               | 托德·伍德布里奇 艾丽西亚·莫利克      | 3–6, 7–6(10–8), 6–4          |
| 2005 | 马赫什·布帕蒂 玛丽·皮尔斯             | 保罗·汉利 塔緹安娜·佩列比尼斯        | 6–4, 6–2                     |
| 2006 | 安迪·拉姆 薇拉·兹沃纳列娃             | 鲍勃·布赖恩 维纳斯·威廉姆斯          | 6–3, 6–2                     |
| 2007 | 傑米·穆雷 耶萊娜·揚科維奇             | 約納斯·比約克曼 艾丽西亚·莫利克      | 6–4, 3–6, 6–1                |
| 2008 | 鲍勃·布赖恩 萨曼莎·斯托瑟             | 迈克·布赖恩 卡塔琳娜·斯雷博特尼克    | 7–5, 6–4                     |
| 2009 | 马克·诺尔斯 安娜－蓮娜·歌恩菲特       | 利安德·帕斯 卡拉·布莱克              | 7–5, 6–3                     |
| 2010 | 利安德·帕斯 卡拉·布莱克               | 衛斯理·穆迪 麗莎·雷蒙                | 6–4, 7–6(7–5)                |
| 2011 | 于爾根·梅爾策 伊韋塔·梅爾澤           | 马赫什·布帕蒂 葉連娜·韋斯寧娜        | 6–3, 6–2                     |
| 2012 | 迈克·布赖恩 麗莎·雷蒙                 | 利安德·帕斯 葉連娜·韋斯寧娜          | 6–3, 5–7, 6–4                |
| 2013 | 丹尼尔·内斯特 克里斯蒂娜·美拉德諾維奇 | 布魯諾·蘇雷斯 麗莎·雷蒙              | 5–7, 6–2, 8–6                |
| 2014 | 内纳德·齐莫尼奇 萨曼莎·斯托瑟         | 马克斯·米尔内 詹皓晴                 | 6–4, 6–2                     |
| 2015 | 利安德·帕斯 玛蒂娜·辛吉斯             | 亞歷山大·佩亞 蒂美阿·巴包斯          | 6–1, 6–1                     |
| 2016 | 亨利·孔蒂寧 希瑟·沃特森               | 罗伯特·法拉赫 安娜－蓮娜·歌恩菲特    | 7–6(7–5), 6–4                |
| 2017 | 傑米·穆雷 玛蒂娜·辛吉斯               | 亨利·孔蒂寧 希瑟·沃特森              | 6–4, 6–4                     |
| 2018 | 亞歷山大·佩亞 妮可·梅里查尔           | 傑米·穆雷 维多利亚·阿扎伦卡          | 7–6(7–1), 6–3                |
| 2019 | 伊万·多迪格 詹詠然                    | 羅伯特·林德斯泰特 耶蓮娜·奧斯塔朋科  | 6–2, 6–3                     |
| 2020 | 因2019冠状病毒病疫情取消比賽          | 因2019冠状病毒病疫情取消比賽         | 因2019冠状病毒病疫情取消比賽 |
| 2021 | 尼爾·斯庫普斯基 黛丝蕾·克劳奇克       | 乔·索尔兹伯里 哈丽雅特·达特          | 6–2, 7–6(7–1)                |
| 2022 | 尼爾·斯庫普斯基 黛丝蕾·克劳奇克       | 馬修·伊布登 萨曼莎·斯托瑟            | 6–4, 6–3                     |
| 2023 | 马特·帕维奇 柳德米拉·奇琴诺克         | 约兰·弗利根 徐一幡                   | 6–4, 6–7(9–11), 6–3          |
| 2024 | 扬·杰林斯基 谢淑薇                    | 圣地亚哥·冈萨雷斯 朱里亚娜·奥尔莫斯  | 6-4, 6-2                     |
| 2025 | 塞姆·费尔贝克 卡特日娜·西尼亚科娃     | 乔·索尔兹伯里 路易莎·斯特凡尼        | 7–6(7–3), 7–6(7–3)           |

### 溫布頓網球錦標賽其他賽事冠軍
- 溫布頓網球錦標賽男子單打冠軍列表
- 溫布頓網球錦標賽男子雙打冠軍列表
- 溫布頓網球錦標賽女子單打冠軍列表
- 溫布頓網球錦標賽女子雙打冠軍列表

### 其他大滿貫賽事混合雙打冠軍
- 澳洲網球公開賽混合雙打冠軍列表
- 法國網球公開賽混合雙打冠軍列表
- 美國網球公開賽混合雙打冠軍列表

## 外部連結
- 溫布頓網球錦標賽官方網站 （页面存档备份，存于）
- GRAND SLAM HISTORY Reference book （页面存档备份，存于）